# Безень
Безень (рум. Bezeni) — село у Флорештському районі Молдови. Входить до складу комуни, адміністративним центром якої є село Ізвоаре.

## Населення
За даними перепису населення 2004 року у селі проживали 318 осіб.
Національний склад населення села:
| Національність | Кількість осіб | Відсоток |
| -------------- | -------------- | -------- |
| молдавани      | 316            | 99,4%    |
| росіяни        | 2              | 0,6%     |
| Всього         | 318            | 100%     |

## Видатні уродженці
- Вієру Ніколає Федорович (1947-1995) — молдовський письменник.